# Tina Kordić
Tina Kordić (* 30. Juni 1972 in Travnik) ist eine österreichische Pianistin und Klavierpädagogin bosnischer Herkunft.

## Leben
Tina Kordić erhielt ihren ersten Klavierunterricht im Alter von sechs Jahren an der Musikschule in Sarajevo. Mit 12 Jahren gewann sie beim Bundeswettbewerb in Travnik den ersten Preis. Ihre Musikausbildung setzte sie am Musikgymnasium in Sarajevo bei Meira Smailovic fort. Ab 1990 studierte sie an der Musikakademie in Sarajevo, Studienrichtung Klavier-Konzertfach bei Aleksandra Romanić, ab 1992 bei Neda Stankovic. Im Dezember 1994 inskribierte sie als Stipendiatin des Österreichischen Ministeriums für Unterricht und kulturelle Angelegenheiten an der Universität für Musik und darstellende Kunst Wien in der Klasse von Manfred Wagner-Artzt und bestand 1999 die Diplomprüfung mit Auszeichnung. Mit dem Stipendium des Österreichischen Ministeriums für Wissenschaft und Verkehr machte sie an gleicher Universität ihr Postdiplomstudium bei Leonore Aumaier und erhielt 2005 den akademischen Grad Magistra der Künste (Magistra artium); Titel der Magisterarbeit Die Geschichte des Balletts in Sarajevo.
1987 spielte sie ihr erstes Solokonzert im Rahmen des Sarajevo Winter Festivals. Sie nahm an verschiedenen Meisterkursen teil, unter anderem bei Arbo Valdma, David Wilde und Vladimir Krpan. Bedeutend war ihr Engagement für die Erhaltung des Kulturlebens im belagerten Sarajevo während des Krieges (1992–1995), indem sie bei fast allen Klavierkonzerten mitwirkte, wie zum Beispiel: Chopin-Marathon, Mozart-Abende, Solokonzerte im Kammertheater sowie die Produktionsaufnahmen für den staatlichen Sender von Bosnien und Herzegowina (damals RTVBiH, heute RTVFBiH).
Während des Studiums in Wien und danach spielte sie zahlreiche Konzerte in Österreich, Deutschland, Ex-Jugoslawien und China. Ihr Debüt mit den Sarajevoer Philharmonikern im Februar 2000 im National Theater in Sarajevo, sowie Solokonzerte in Sarajevo 2001, 2004 und 2007 wurden im staatlichen Fernsehen von Bosnien und Herzegowina ausgestrahlt. Im Studienjahr 2005/2006 repräsentierte sie das Vienna Konservatorium in der VK China und unterrichtete Klavier als Gastdozentin an der Musikuniversität in Weifang. Im Juli 2006 kehrte sie zurück nach Wien.
2016/2017 machte sie die Ausbildung zur diplomierten Kulturmanagerin, gründete den Verein „Kulturverein B&K“ und organisierte Konzerte von Rade Serbedžija & Zapadni kolodvor 2018 und 2020 und 2025, Vlatko Stefanovski im April 2018 und 2021, Merima Ključo und Matija Dedić im März 2019, sowie den Konzertabend der bosnischen Künstlerinnen „Die Welt in uns“ im Mai 2022 im Theater Akzent in Wien. Im Rahmen der Bezirkskulturwochen in Wien organisierte und wirkte sie bei mehreren Konzerten mit.

## Aufnahmen
1994, Produktionsaufnahmen für RTVBiH: Frédéric Chopin: Nocturne, op. 55. Nr. 1. und Franz Liszt: Sposalizio
2000, Konzert mit den Sarajevoer Philharmonikern live aufgenommen für RTVBiH: Robert Schumann, Klavierkonzert in a-Moll, op. 54
2001, Konzert, live aufgenommen von RTVFBiH: Johann Sebastian Bach: Toccata e-Moll BWV 914; Alexander Skrjabin: Sonate Nr.9, op. 68, Alberto E. Ginastera: Danzas Argentinas, Frédéric Chopin: Nocturne, op. 55. Nr. 1, Ballade op.38, Sonate op.35
2004, Konzert, live aufgenommen von RTVBiH: Alexander Skrjabin: Sonate Nr.9, op. 68; Ludwig van Beethoven: Sonate op. 110; Sergej Prokofieff: Sonate Nr. 3, op. 28; Nancy Van de Vate: Twelve Pieces for Piano; Frédéric Chopin: Ballade Nr. 1, op. 23, Scherzo Nr. 2, op. 49
2004, A tribute to Sarajevo, Konzert, CD, Bremen: Frédéric Chopin: Scherzo Nr.2, op. 49, Alexander Skrjabin: Sonate Nr.9, op. 68
2005, VK China, Neujahrskonzert für CCTV Weifang: Frédéric Chopin: Scherzo Nr.2, op. 49
2007, Konzert, live aufgenommen von RTVFBiH: Wolfgang Amadeus Mozart: Sonate a-Moll, KV 310; Ludwig van Beethoven: Sonate d-Moll, op.31 Nr. 2; Robert Schumann: Sonate g-Moll, op. 22; Frédéric Chopin: Scherzo h-Moll, op. 20; Alberto E. Ginastera: Danzas Argentinas
| Personendaten    | Personendaten                                                      |
| ---------------- | ------------------------------------------------------------------ |
| NAME             | Kordić, Tina                                                       |
| KURZBESCHREIBUNG | österreichische Pianistin und Klavierpädagogin bosnischer Herkunft |
| GEBURTSDATUM     | 30. Juni 1972                                                      |
| GEBURTSORT       | Travnik, SR Bosnien und Herzegowina, Jugoslawien                   |